# Lázaro Cárdenas, San Francisco Ixhuatán
Lázaro Cárdenas är en ort i Mexiko.   Den ligger i kommunen San Francisco Ixhuatán och delstaten Oaxaca, i den sydöstra delen av landet, 600 km sydost om huvudstaden Mexico City. Lázaro Cárdenas ligger 14 meter över havet och antalet invånare är 104.
Terrängen runt Lázaro Cárdenas är huvudsakligen platt, men åt nordost är den kuperad. Runt Lázaro Cárdenas är det ganska glesbefolkat, med 24 invånare per kvadratkilometer. Närmaste större samhälle är San Francisco Ixhuatan, 0,85 km väster om Lázaro Cárdenas. Omgivningarna runt Lázaro Cárdenas är en mosaik av jordbruksmark och naturlig växtlighet.